# Svartsjö
För andra betydelser, se Svartsjö (olika betydelser).
Svartsjö är en småort på Färingsö i Sånga socken i Ekerö kommun. Orten var tingsplats i Färentuna härad.